# Фіно-угорські народи

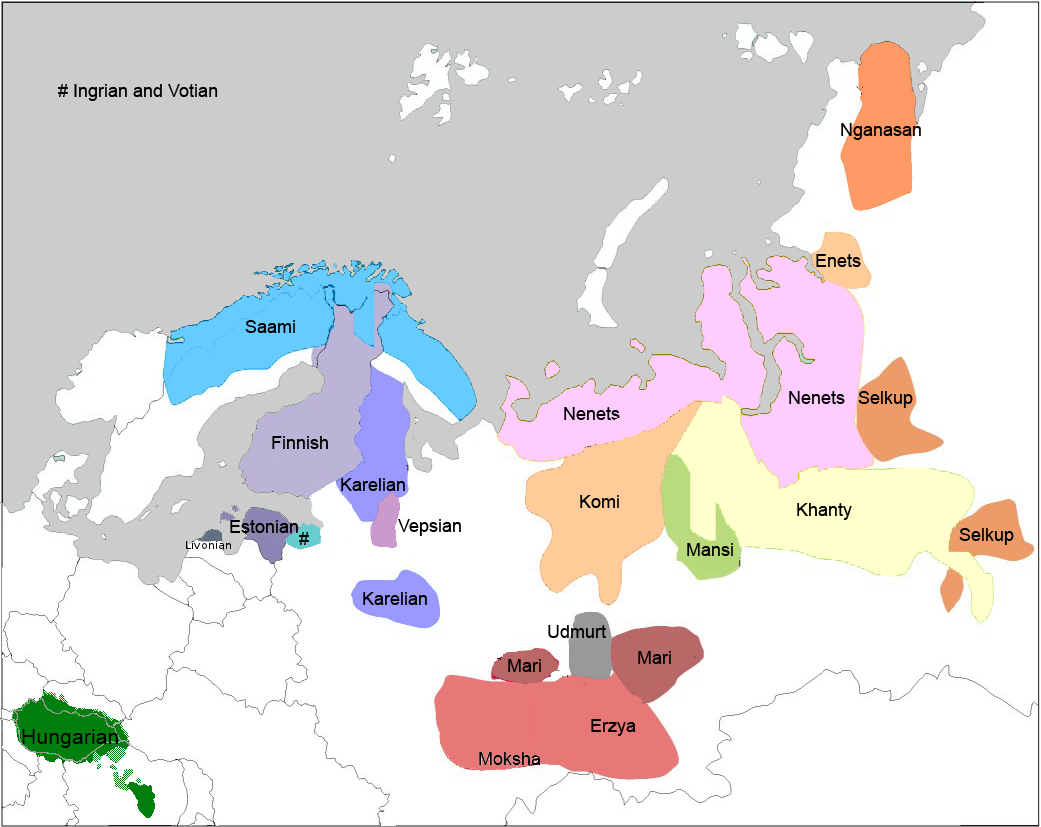
Розселення народів уральської мовної сім'ї

Фі́но-у́гри, у́гро-фі́ни, фіно-угорські народи — група народів,  (фіно-угорські мови уральської мовної родини) і утворилися з племен північно-східної Європи, що з часів неоліту заселяли Західний Сибір, Зауралля, північне і середнє Приуралля, територію на північ від верхньої Волги, Волго-Окське межиріччя та середнє Поволжя до півночі сучасної Саратовської області в Росії.

## Походження
Дослідження відділення судової медицини Університету Гельсінкі в 2002—2008 роках показали змішане походження фіно-угорських народів, що населяють північну частину Євразії, ця генетично гетерогенна група показує нижчу різноманітність гаплотипів порівняно з іншими південними народами. Балтійська підгрупа фіно-угорських народів мігрувала з Південного Сибіру до Європи 10 тис. років тому. Волзькі та камські підгрупи мігрували до Східної Європи значно пізніше, 4 тис. років тому. Питання генезису саамів залишається відкритим. Незважаючи на спорідненість мов з іншими фіно-уграми, саами мають власний шлях етногенезу — генетичні палеоєвропейці з деяким азійським внеском. Фіни мають від третини до двох третин забайкальське походження.

## Назва
У руських літописах знані під об'єднуючими назвами чудь, весь та самоїди.

## Класифікація та чисельність

### Фінська група

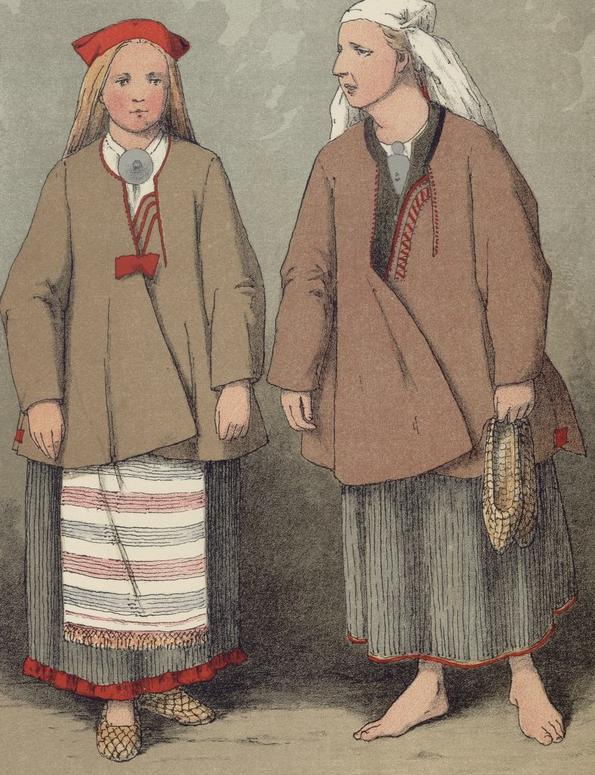
Фінки в національному вбранні. Східна Фінляндія, 1882 рік

#### Балтійсько-фінська підгрупа
- Фіни (суомі) 6 млн осіб, з них 4,8 млн у Фінляндії, 300 000 в Швеції, 300 000 в США.
- Естонці (чудь) 1 млн осіб, з них 920 000 (2009) в Естонії, 39 700 (2012) в Фінляндії, 28 000 (2002) в Росії, 25 000 (2007) в Швеції, 25 000 (2000) в США.
  - Сету
- Карели 120 000 осіб, з них 93 300 (2002) в Росії, 20 000 в Фінляндії.
- Вепси 82 000 осіб (2002) в Росії.
- Іжора 700 осіб, з них 327 (2002) в Росії.
- Ліви 250—400 осіб у Латвії.
- Водь 100 осіб, з них 73 (2002) в Росії.

#### Саамська підгрупа

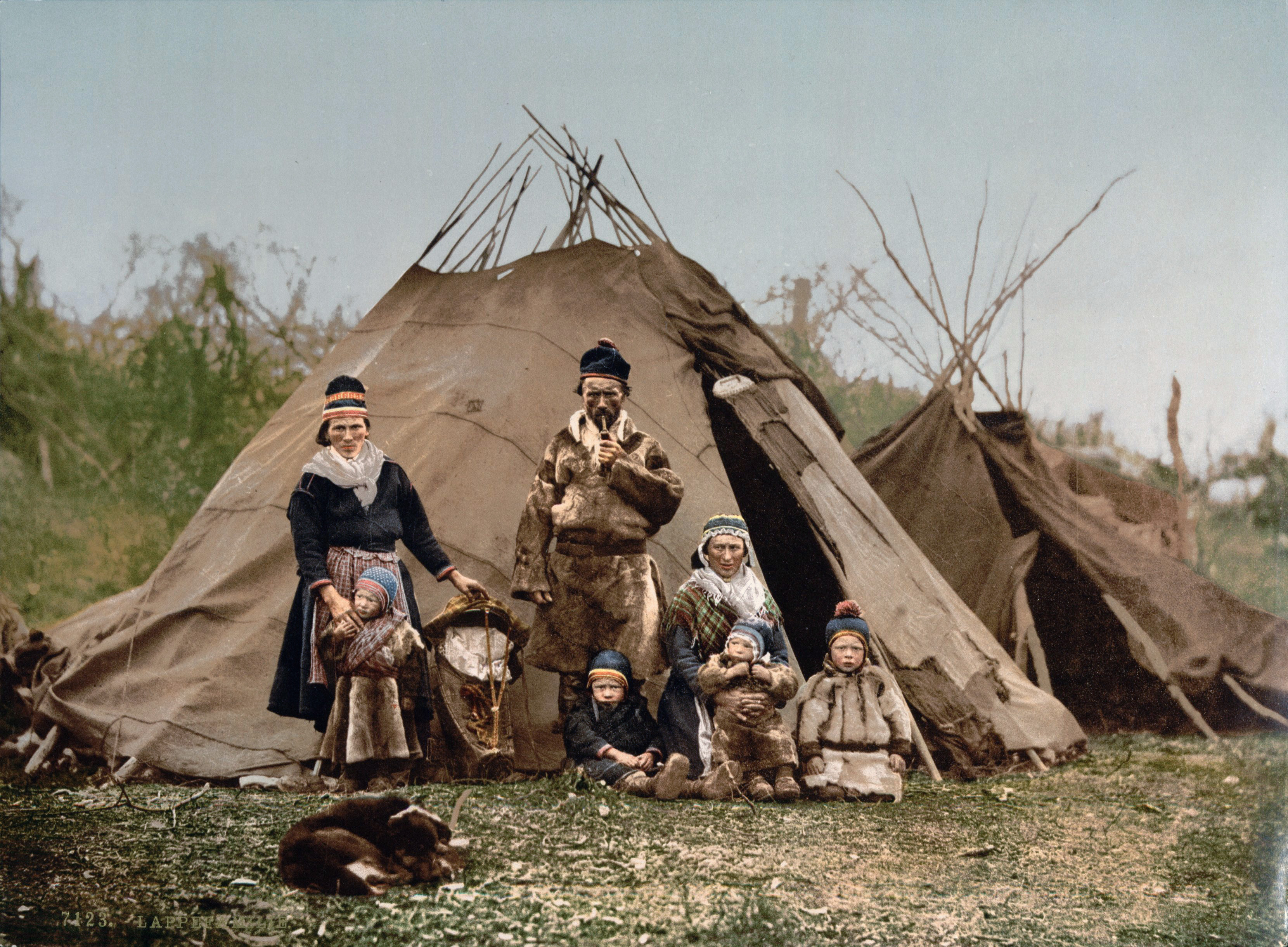
Саами, національне вбрання та житло, 1900 рік

- Саами (лапландці) від 307 000 осіб, з них 40 000 в Норвегії, 20 000 в Швеції, 6 500 в Фінляндії, 1 800 (2010) в Росії.

#### Волзько-фінська підгрупа

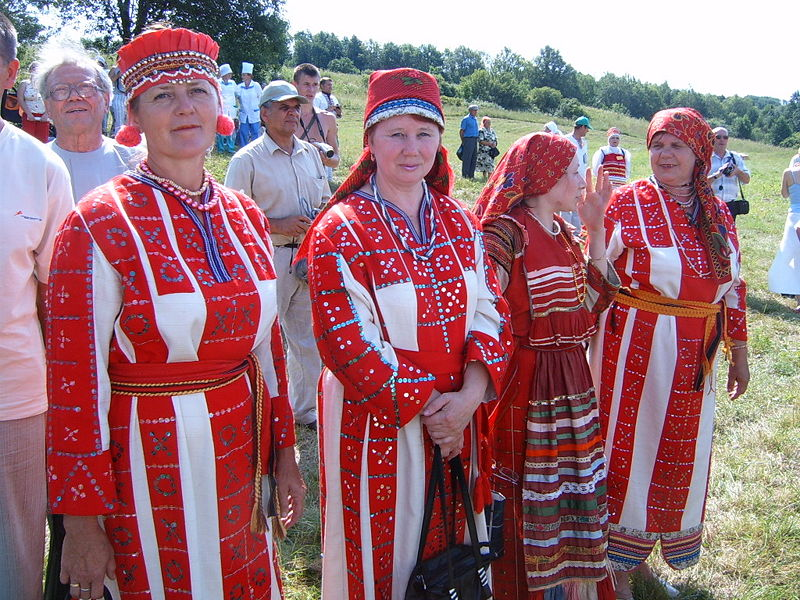
Народне жіноче вбрання ерзян

- Мордва 744 200 осіб (2010) в Росії.
  - Ерзя 84 400 осіб (2002) в Росії.
  - Мокша 49 600 осіб (2002) в Росії.
    - Каратаї
- Марійці (черемиси) 547 600 осіб (2010) в Росії.
- Меряни 109 осіб (2021) в Росії
- Муромці †
- Мещьорці †

#### Пермська підгрупа
- Удмурти (вотяки) 636 900 осіб в Росії.
- Комі-зиряни 293 400 осіб (2002) в Росії.
- Комі-перм'яки 125 200 осіб (2002) в Росії.
- Бесерм'яни 3 100 осіб (2002) в Росії.

### Угорська група

#### Дунайська підгрупа

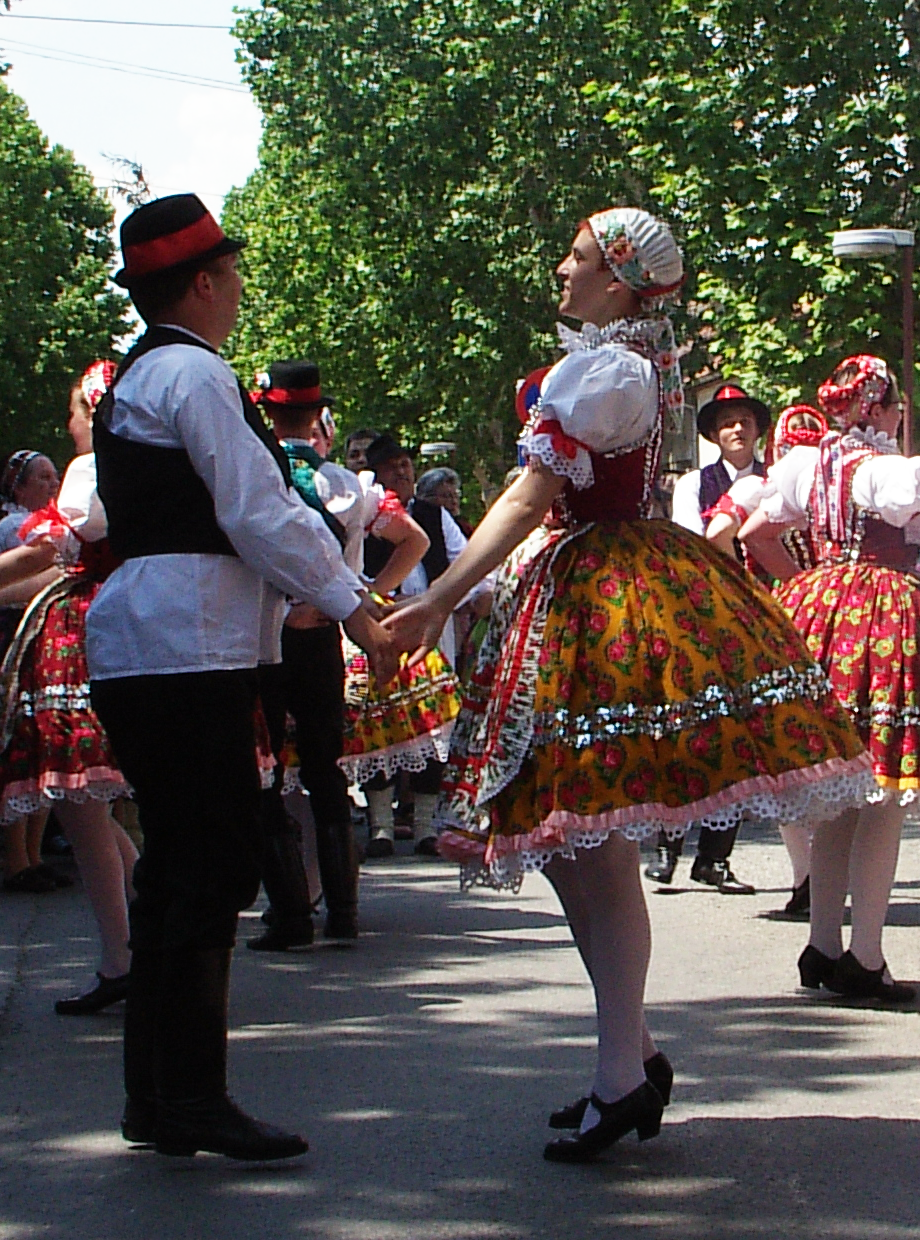
Угорці в національному вбранні Воєводини

- Угорці (мадяри) 14,5 млн осіб, з них 9,4 млн (2001) в Угорщині, 1,5 млн (2006) в США, 1,4 млн (2001) в Румунії, 525 тис. (2001) в Словаччині, 315 тис. (2006) в Канаді, 300 тис. (2002) в Сербії, до 90 тис. в Україні.
  - Секеї (угор. Székely)
  - Чанґо (угор. Csángó)
  - Мадьяраби (угор. Magyarabok)
  - Яси (угор. Jászok)

#### Обська підгрупа

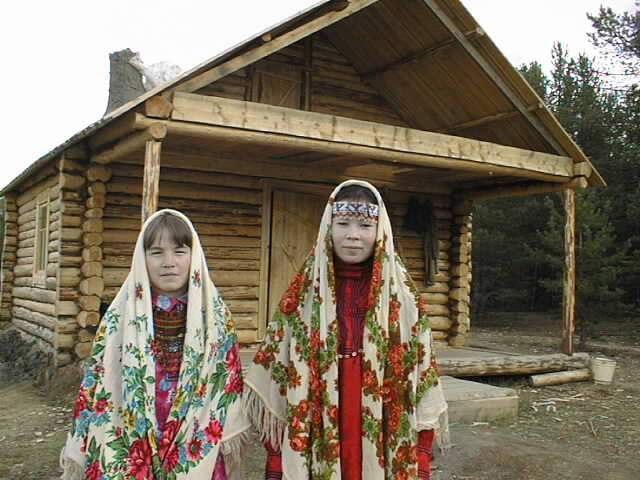
Жінки ханти в національному вбранні перед чоловічим домом

- Ханти 28,7 тис. осіб (2002) в Росії.
- Мансі 11,4 тис. осіб (2002) в Росії.

## Археологія

Мапа приблизного розселення угро-фінських племен в 9 столітті

З фіно-угорськими етносами пов'язують наступні археологічні культури:
- Черкаскульска культура — культура бронзової доби на півдні Уралу та Західного Сибіру.
- Межовська культура — культура бронзової доби Зауралля та Західного Сибіру.
- Ананьїнська культура — культура залізної доби Середнього Поволжя.
- П'яноборська культура — культура залізної доби Поволжя та Передуралля.
- Бахмутинська культура — культура залізної доби на півдні Уралу та в Покам'ї.
- Дяковська культура — культура залізної доби в Центральній Росії.
- Караякупівська культура — культура залізної доби на півдні Уралу.
- Кушнаренківська культура — культура залізної доби на півдні Уралу.
- Мазунинська культура — культура залізної доби в Покам'ї та нижній течії Білої.
- Саргатська культура — культура залізної доби Західного Сибіру.

## Розселення угро-фінських етносів Східною Європою
На території Росії проживає 2,687 млн людей, які публічно визнають свою приналежність до угро-фінських етносів. У Росії угро-фінські народи проживають не лише в Карелії, Комі, Марій Ел, Мордовії, Удмуртії, але і в Центральній та Північній частині країни, зокрема, у Московській, Ленінградській, Рязанській, Муромській, Тверській областях. Згідно з літописними згадками та мовним аналізом топонімів, чудь об'єднувала в собі кілька племен: мордва, мурома, меря, вепси (весь) та ін.
Угро-фіни були автохтонним населенням межиріччя Оки й Волги. Грецький історик Геродот (5 ст. до н. е.) згадує про «андрофагів» (тобто людожерів) — невідомий народ, який деякі дослідники вважають фінським. Іноді так помилково пояснюють і походження назви саамів — «самоїди» («ті, що їдять себе», тобто канібали), але вона є результатом пізнішої слов'янської адаптації оригінальної назви, не пов'язаної зі слов'янським «їсти».
Багато які фінські племена — ести, весь, меря, мордва, черемиси входили до готського королівства Германаріха в IV столітті. Літописець Нестор в Іпатіївському літопису вказує близько двадцяти племен фінської мовної групи: чудь (Чюдь), ліви (Либь), весь (таже Сѣверо ѿ них на Бѣлѣ ѡзерѣ сѣдѧть Вѣсь), печора, ям, югра (Печера Іамь Югра), перм'яки (Пѣрмь або Пермь), меря (а на Ростовѣ ѡзерѣ Мерѧ а на Клещинѣ и ѡзерѣ сѣдѧть мѣрѧ же), мурома, черемиси, мордва (а по Ѡцѣ рѣцѣ кде втечеть въ Волгу ѧзыкъ свои Мурома и Черемиси свои ѧзыкъ и Мордва свои ѧзыкъ). Щоправда, деякі зі згаданих Нестором неруських народів зараз відносять не до фінів, а до балтів: литовці (Литва), жмудини (Нерома), курші (Корсь), земгали (Зимѣгола). В інших давньоруських пам'ятках згадуються самоїди, мещера, водь, карели (корела). Слов'яни могли всі місцеві племена називати «чуддю», поширюючи на них назву одного з фінських племен чудь.
Нині ці народи повністю розчинилися у російському етносі, залишивши по собі широкий спектр етнічних топонімів, особливо консервативних гідронімів. Фіно-угорські топоніми поширюються далеко за межі національно-територіальних утворень фіно-угрів Росії — на Рязанську, Владимирську, Московську, Ярославську, Костромську, Нижегородську області. Навіть топонім «Москва» має, за одною з найпоширеніших версій, фінську етимологію.
За підсумками досліджень з мтДНК близько 6,7 % українських мітотипів виявляють схожість до фіно-угорців північної Європи. Власне українці за даними перепису 2001 року в населенні України становили 77,8 %, а 11,1 % були мігрантами з інших територій.

## Роль в етногенезі росіян
Думку про участь фіно-угорських («чудських») племен в етногенезі російського народу висловив ще М. В. Ломоносов: «…и то правда, что от переселений и дел военных немалое число чудского поколения соединилось со племенем славенским и участие имеет в составлении российского народа». Науковець зазначає, що області, первісно населені фінами («чудським народом»), надалі були заселені прибульцями-слов'янами. Частина автохтонів злилася з ними («…уже и тогда чудь со славянами в один народ по некоторым местам соединилась…»), а частина відійшла далі на північ і схід. Залишки цих давніх племен довго зберігали свою своєрідність, тільки забувши мову предків. Ломоносов наводить приклад численних топонімів фінського походження, а також стверджує, що фіни залишили свій слід і в лексиці російської мови.
Наукові висновки Ломоносова мали велике значення у вивченні етногенезу, етнічної історії, культурогенезу слов'янських і фіно-угорських народів. Багато російських, українських і західних науковців доповнили й деталізували його ідеї археологічними, лінгвістичними, культурологічними, антропологічними, ономастичними дослідженнями. Проте, проблема ролі фіно-угорських народів не обмежилася лише науковими диспутами, а набула гострих дискусій і серед громадськості. Щодо цього питання ще в XIX ст. намітилися дві цілком протилежні точки зору.

### Теорія виключно слов'янського походження росіян
Перша з них, найбільш повно висловлена істориком М. О. Полевим, взагалі заперечувала участь фінских племен в етногенезі російського народу. Полевой питав: «животячи нерухомо у місцях, віддавна і навіть нині ними населених, чи можуть фіни вважатися народом, що входить до складу громадського нашого суспільства?», і порівнював фінські племена з «бур'янами на нивах зі збіжжям». У дещо пом'якшеній формі ця точка зору траплялася і в публікаціях радянського часу. Д. К. Зеленін, відповідаючи на питання своєї статті «Чи брали фіни участь у формуванні російської народності» робить висновок, що в утворенні російського народу і культури фіни ніякої участі не брали. Ця теорія була розкритикована С. П. Толстовим у статті «К проблемам аккультурации» і М. Т. Маркеловим у статті «К вопросу о культурних взаимоотношениях финов и русских», опублікованих в журналі «Этнография» у 1930 році. У 1947 році Зеленін висунув нове тлумачення деяких спільних рис російських, мордовських і марійських культурних особливостей (сорока, поньова, шушпан, форма скроневих кілець), пояснивши їх не слов'яно-фінським взаємовпливом, а конвергентним, незалежним виникненням цих елементів в обох груп народів, а також загальним впливом європейської моди.

### Теорія ослов'янення фінів
На противагу цим поглядам з'явилася і діаметрально протилежна точка зору, згідно з якою росіяни взагалі не є слов'янським народом. Найхарактернішим представником цієї теорії був польський публіцист-емігрант Ф. Г. Духінський, який у своїх працях доводив, що росіяни є продуктом змішення фінських і тюркських племен, «які засвоїли якусь подібність слов'янської мови» (слід, проте, зважати на те, що на ідеї Духінського накладала відбиток його громадська позиція, яка підкреслювала необхідність протидіяти російському панславізму). Слов'янське походження росіян заперечували і раніше європейські авантюристи, що побували в Росії (включаючи знаменитого Казанову); а в 1870-х роках ця теорія була вельми популярна у Європі — внаслідок зростання антиросійських настроїв. Професор Оксфордського університету Карл Абель (1837—1906) стверджував, що наприкінці ХІХ ст. тільки в європейській частині Росії жило 40 млн фіно-татарського населення і лише 15 млн чисто слов´янського. Втім, прихильниками її були і деякі радянські історики: так, М. М. Покровський заявляв, що у жилах росіян тече не менш ніж 80 % фінської крові.
Французький дослідник XIX ст. Ж. А. де Гобіно, що вважається основоположником расистських теорій, приписував сильний антропологічний і мовний фінський вплив не тільки росіянам, але й всім слов'янам. На його думку, слов'яни колись в давнину були «білим арійським народом», а потім «пішли на північний схід нашого континенту і там вступили в руйнівне сусідство з фінами»; «слов'янська мова, що має загальні родові ознаки арійських мов, зазнала сильного фінського впливу. А щодо зовнішніх ознак, вони також наблизилися до фінського типу». Також «у результаті великої пропорції жовтої крові» слов'яни пасивні і цим близькі до семітів.
Подібний погляд поділяють і деякі сучасні українські популярні автори, одним з найвідоміших з яких є Володимир Білінський. У свої книжці «Країна Моксель, або Московія» (уперше видано російською мовою у 2006 році, український переклад — 2008) він заперечує масовість переселення слов'ян з території нинішньої України і пояснює етногенез росіян русифікацією угро-фінських та тюркських народів Росії державною політикою імперії та діяльністю Російської Православної Церкви, що здійснювалися протягом останніх 300 років. В. Білінський наводить джерела, які свідчать про те, що велика частина «російських» селян наприкінці XIX століття вільно говорила угро-фінськими мовами.. Також, на думку цього автора, фактичне змішування культур почалось не за часів Київської Русі, а з XV—XVI століття, після відвоювання Великим князівством Московським від Русько-Литовської держави слов'янських земель Чернігово-Сіверщини (1500—1503), Смоленщини (1514), і завоювання автономних міст-держав Великого Новгороду (1478—1488) та Великого Пскову (1507). Тоді істориками зафіксовані перші депортації новгородського (на думку автора — першого слов'янського) населення до Московського князівства. При цьому В. Білінський не заперечує культурного обміну між слов'янами та угро-фінами на територіях Новгородської республіки та Псковського князівства з часів Київської Русі, однак не вважає ці процеси настільки масштабними, щоб вони самі собою могли поширитися на всю територію Центральної Росії. Завершальну фазу ослов'янення угро-фінів він пов'язує з епохою СРСР, коли мільйони українців були депортовані до Сибіру і була впроваджена «всесоюзна політика русифікації» через загальну середню освіту.
Твердження Білінського піддав критиці український історик П. П. Толочко: «автор представив власні емоції, надзвичайно тенденційні та образливі. Причому не тільки по відношенню до російського народу, але й до нашої спільної східнослов'янської історичної пам'яті».

### Компромісна теорія
Іншу позицію у цьому питанні посідав В. О. Ключевський, який вважав, що утворення російського («великоруського») етносу пов'язане з колонізацією слов'янами з Наддніпрянщини басейну річок Оки та Верхньої Волги і відбулося змішуванням прибульців-слов'ян і місцевих фінів. Він робить висновок, що «Русь, селячись серед тубільної Чуді, неминуче мала шляхом спілкування, сусідства дещо запозичити з її побуту», разом з тим, «Чудь, поступово русіючи, всією своєю масою, зі усіма своїми антропологічними й етнографічними особливостями, зі своїм виглядом, мовою, звичаями й віруваннями входила у склад російської (руської) народності. Тим і другим шляхом до російського середовища проникло чимало фізичних і моральних особливостей, успадкованих від фінів, що розчинилися в ній». Науковець зазначав і вплив фінської крові на антропологічний тип великоруса, деяку відмінність його від загальнослов'янського типу: «вилицюватість великоруса, переважання смаглявого кольору обличчя та волосся, і особливо, типовий великоруський ніс, поставлений на широку основу…» — антропологічні риси, котрі представники інших слов'янських народів «з великою ймовірністю ставлять на рахунок фінського впливу». «Монгольський» епікантус для росіян, як і поволзьких фінів, є нетиповим, рідко він трапляється і серед карелів.
Археолог Ю. В. Готьє, вивчаючи матеріали розкопок курганів Володимиро-Суздальських земель і Костромського Поволжя, дійшов висновку про змішаний характер культури Північно-Східної Русі: «зі сильним фінським відтінком, але настільки ж безсумнівним слов'янським нальотом, причому механічно розділити обидва елементи неможливо».
Згідно з дослідженнями меряніста Ореста Ткаченка, «в російського народу, по материнській лінії зв'язаного із слов'янською прабатьківщиною, батьком був фін. По батьківській лінії росіяни походять від фіно-угрів». Слід зазначити, що згідно з сучасними дослідженнями галотипів Y-хромосоми насправді ситуація була зворотною — чоловіки-слов'яни одружувалися з жінками місцевого фіно-угорського населення.{https://www.nature.com/articles/ejhg201450}.
На думку переважної більшості істориків, фінські племена мали надзвичайно мирну і лагідну вдачу. Цим самим пояснюється і мирний характер колонізації, великих військових сутичок не було, бо писемні джерела нічого не згадують. Однак, як зазначає той же В. О. Ключевський, «у великоруських переказах вціліли окремі невиразні спогади про боротьбу, яка спалахувала в деяких місцях».

### Культурний вплив на російську культуру
Елементи фіно-угорської культури у культурі російській простежуються у таких особливостях, що не зустрічаються серед інших слов'янських народів: жіночі кокошник та сарафан, чоловіча сорочка-косоворотка, сорока, поньова, шушпан у національному костюмі, у стравах — пельмені, великі круглі млинці як поминальна страва, стиль народної архітектури (шатрові будівлі), 5-ти тонова гама співу, відсутність у народних звичаях русального циклу, колядок, наявність культу берези, а не дуба.

### Фінський субстрат у російській мові
Часто ставилося питання щодо ролі фінського субстрату у розвитку російської мови. Тему досліджували М. Фасмер, В. Фенкер, О. О. Шахматов та ін. Можливі сліди фінського субстрату в російській мові розглядали як в області лексики, так і в областях фонології, морфології і синтаксису. Найбільш часто з фінським впливом пов'язують такі риси, як акання, цокання у (північних говірках), звороти типу «у меня есть» (замість «я имею»), і «жили-были» тощо. У мовознавців немає одностайної думки з цього приводу. Не слід забувати також про те, що на території Центральної Росії у І тис. н. е. проживали й балтомовні племена (голядь), отже, треба розглядати наявність і балтійського субстрату, який проявився, зокрема, у топонімії.
- Змішання звуків [ц] і [ч] («цокання») у низці північно-російських говірок багато дослідників пояснюють результатом фіно-угорського субстрату[26][27]. Але інші дослідники проводили паралель з південно-польським «мазуренням», доводячи спорідненість давньоновгородського діалекту з лехітськими мовами[28]
- Російське «акання», що виникло на південному сході, можливо, має волзько-фінське (мокшанське) походження. Утім, існують також інші теорії походження «акання»: балтійський субстрат, питомий характер «акання», причини якого лежать ще в праслов'янській фонетиці[26].
- Мовний зворот «у меня есть» часто розглядають як приклад впливу синтаксису фіно-угорських мов, оскільки вживання дієслова зі значенням «мати» для росіян є нехарактерним, а для позначення посідання вони вживають сполучення форми особового займенника з формою дієслова «бути» (фін. Minulla on, ест. mul on, угор. Van nekem egy). Слід, проте, мати на увазі, що зворот «у мене є» засвідчений у всіх давніх слов'янських мовах, зокрема, старослов'янській (милость бо и гнѣвъ оу него (Бога) єсть (Ізборник Святослава, 1076 р.)[29], будут-ли оу них дѣтки (1489 p.), у Єго Милости мѣсца мало было (1513 р.)[30]), він має, очевидно, ще праслов'янське походження[26]. Трапляються, хоча нечасто, подібні звороти і в інших індоєвропейських мовах: наприклад, паралельні форми в класичній латині habeo domum («маю дім») і domus mihi est («дім мені є»)[31].
- Казковий зачин «жили-были» також, можливо, є результатом конвергенції форми слов'янського плюсквамперфекту і характерного фінського подвійного дієслова[32].
- Частка «-ка» у «пом'якшеній» формі наказового способу може мати фінське походження (у комі-перм'яцькій мові «-ко» означає пом'якшене прохання)[33], але вона може мати й питоме слов'янське походження[26].
- Іменникові односкладові речення (наприклад, «Отвертку!» замість «Дай отвертку!») теж, скоріше за все, мають фіно-угорське походження, хоча ця гіпотеза не є остаточно доведеною[26].

### Лексика фінського походження
Лексичний вплив фінського субстрату й фіно-угорських мов на сучасну російську літературну мову незначний: пурга, пельмени, тундра, морж, салака, пахтать, акула, нарты, сауна, корюшка (втім, список майже аналогічний відповідному переліку «фінізмів» в українській, а загальне число «угро-фінізмів» в останній, за рахунок запозичень з угорської, виявляється навіть більшим). У той же час число русизмів у фінських мовах незрівняно більше. Частіше фінська лексика трапляється у російських діалектах, а також у численних топонімах Центральної і Північної Росії (Див. докладніше «Топонімія»).

### Сучасність
Сучасний стан угро-фінських мов Росії оцінюють як «критичний». Зазнаючи асиміляції, представники угро-фінських народів втрачають і свою самобутню культуру. Сьогодні угро-фіни не становлять формальної більшості населення навіть у республіках, яким дали своє ім'я — Мордовії, Марій Ел, Удмуртії. У 2008 році голова Фонду врятування ерзянської мови Г. Д. Мусальов звернувся відкритим листом до президента РФ Д. А. Медведєва, де висловив стурбованість становищем фінно-угорських народів Росії.

### Топонімія
Топоніми меряно-ерзянського походження в Ярославській, Костромській, Іванівській, Вологодській, Тверській, Володимирській, Московській, Ленінградській, Рязанській областях становлять 70-80 %:
- Вологодська область: Вохтога, Сельма, Сеньга, Солохта, Соть, Толшма, Шуя.
- Владимирська область: Арсемаки, Вельга, Войнінга, Ворша, Інекша, Кіржач, Клязьма, Колокша, Мстера, Молокша, Мотра, Нерль, Пекша, Пичегино, Сойма, Судогда, Суздаль, Тумонга, Ундол.
- Івановська область: Вазополь, Вичуга, Кинешма, Кистега, Кохма, Ксты, Ландех, Нодога, Пакша, Палех, Парша, Покшенга, Решма, Сарохта, Ухтома, Ухтохма, Шача, Шижегда, Шилекса, Шуя, Юхма.
- Костромська область: Андоба, Вандога, Вохма, Вохтога, Ворокса, Лингер, Мезенда, Меремша, Монза, Нерехта (Мерехта), Нея, Нотелга, Онга, Печегда, Пічерга, Покша, Понга, Сімонга, Судолга, Тоехта, Урма, Шунга, Якшанга.
- Московська область: Верея, Воря, Волгуша, Лама, Нудоль, Пахра, Талдом, Шухрома, Яхрома.
- Тверська область: Валдай, Кой, Кокша, Койвушка, Лама, Максатиха, Паленьга, Паленька, Райда, Селігер, Сікша, Талалга, Удомля, Урдом, Шомушка, Шоша, Яхрома.
- Ярославська область: Вьокса, Воксенга, Єленьга, Ковонга, Колокса, Кукобой, Лехта, Мелекса, Надокса, Неро (Інеро), Нукса, Нукша, Паленьга, Пеленга, Пеленда, Пексома, Пужбол, Пулохта, Сара, Селекша, Сонохта, Толгобол, Шакша, Шекшебой, Шехрома, Шилекша, Шокша, Шопша, Яхреньга, Яхробол.

## Відомі люди угро-фінського походження
- Алмош
- Никон
- протопоп Аввакум — один з духовних керівників старообрядців
- Олександр Свірський (†1533) — православний святий з новгородських вепсів
- Нефьодов Степан Дмитрович — скульптор (мордвин)
- Питирим Сорокін — соціолог (комі)
- А. Я. Ешпай — композитор (марієць)
- Санаєв Всеволод Васильович
- Нуянь Видяз
- Боляєнь Сиресь